# Psilocerea apiciata
Psilocerea apiciata là một loài bướm đêm trong họ Geometridae.